# Gaber, Sofia
Gaber (în bulgară Габер) este un sat în comuna Dragoman, regiunea Sofia,  Bulgaria. 

## Demografie
Componența etnică a satului Gaber
     Bulgari (81,88%)
     Nicio identificare (18,11%)
     Altele (0%)
La recensământul din 2011, populația satului Gaber era de 541 locuitori. Din punct de vedere etnic, majoritatea locuitorilor (81,88%) erau bulgari. Pentru 18,11% din locuitori nu este cunoscută apartenența etnică.